# Polyrhachis paracamponota
Polyrhachis paracamponota är en myrart som beskrevs av Wang och Wu 1991. Polyrhachis paracamponota ingår i släktet Polyrhachis och familjen myror. Inga underarter finns listade i Catalogue of Life.